# Тавчар, Райко
Райко Тавчар (словен. Rajko Tavčar; род. 21 июля 1974, Крань) — словенский футболист, полузащитник. Выступал за сборную Словении. Всю свою карьеру провёл в Германии. Играл за «Унтерхахинг», «Аугсбург», «Гройтер», «Веен», «Фортуна» (Кёльн), «Нюрнберг», «Ваккер» (Бургхаузен) и «Майнц 05».

## Карьера

### Клубная
Райко начал свою карьеру в сезоне 1995/96 за немецкий клуб из Третьей лиги, «Унтерхахинг», за который провёл 1 официальный матч. В 1996 году числился в составе ТСВ Оттобрунн, но не сыграл ни одного официального матча. В сезоне 1996/97 выступал за клуб из Региональной лиги, «Аугсбург», за который провёл 18 матчей и забил 1 гол. В следующем сезоне (1997/98) выступал за дебютанта Второй Бундеслиги, «Гройтер», за который не провёл ни одного официального матча. В сезоне 1998/99 Тавчар вернулся в Региональную лигу, но на сей раз в «Веен». В этом сезоне Райко помог клубу занять 6 место в чемпионате, сыграв 17 матчей и забив 1 гол. В следующем сезоне (1999/00) Тавчар выступал за клуб из западной Региональной лиги, «Фортуну» из Кёльна. С 2000 по 2002 года выступал за «Нюрнберг», с которым провёл 42 матча и забил 1 гол. В первом сезоне (2000/01) Райко помог Нюрнбергу выиграть Вторую Бундеслигу. В сезоне 2002/03 выступал за действующего чемпиона Региональной лиги «Юг», «Ваккер» (Бургхаузен), за который сыграл 13 матчей и забил 1 гол. В следующем сезоне (2003/2004) Райко выступал за «Майнц 05», с которым провёл 7 матчей. В этом сезоне Тавчар помог Майнцу занять 3 место во Второй Бундеслиги и впервые для клуба выйти в Бундеслигу. Заканчивал свою профессиональную карьеру в клубе, в котором и начинал карьеру, «Унтерхахинг». Всего с 2004 по 2007 года за «Унтерхахинг» провёл 41 матч.

### Сборная
За Сборную Словении Райко провёл 7 матчей. Входил в состав сборной на Чемпионате мира 2002, который проходил в Японии и в Южной Корее.

### Матчи за сборную
| # | Дата       | Стадион                                        | Соперник          | Результат | Голы | Минут | Турнир                         |
| - | ---------- | ---------------------------------------------- | ----------------- | --------- | ---- | ----- | ------------------------------ |
| 1 | 16.08.2000 | Базалы, Острава, Чехия                         | Чехия             | 0-1       | 0    | 44    | Товарищеский матч              |
| 2 | 11.10.2000 | Бежиград (стадион), Любляна, Словения          | Швейцария         | 2-2       | 0    | 45    | Квалификация на ЧМ 2002 (УЕФА) |
| 3 | 28.02.2001 | Бонифика, Копер, Словения                      | Уругвай           | 0-2       | 0    | 32    | Товарищеский матч              |
| 4 | 15.08.2001 | Бежиград (стадион), Любляна, Словения          | Румыния           | 2-2       | 0    | 22    | Товарищеский матч              |
| 5 | 06.10.2001 | Бежиград (стадион), Любляна, Словения          | Фарерские острова | 3-0       | 0    | 35    | Квалификация на ЧМ 2002 (УЕФА) |
| 6 | 15.02.2002 | Гонконг                                        | Китай             | 0-0       | 0    | 20    | Товарищеский матч              |
| 7 | 15.06.2002 | Чеджу Ворлд Кап Стэдиум, Согвипхо, Южная Корея | Парагвай          | 1-3       | 0    | 90    | ЧМ 2002                        |